# Kevin Nash
Kevin Scott Nash, född 9 juli 1959 i Detroit, Michigan, är en amerikansk fribrottare och skådespelare.
Nash är före detta WCW mästare (4 gånger) och WWE mästare. 2004 rekryterades han till Total Nonstop Action Wrestling. Han har många namn i ringen varav två är Diesel och Steel.
Har varit med i Tag Teamet outsiders som senare blev nWo när Hulk Hogan ryckte in på Bash at the beach 1996.
Året 2011 kom han tillbaka till WWE.